# 陳柏樺
陳柏樺是今週刊記者，前中央通訊社新聞主播，國立臺灣大學新聞研究所畢業。

## 學歷
- 國立臺灣大學新聞研究所碩士
- 國立臺灣大學哲學系學士
- 中山女中

## 現任
- 今周刊記者

## 經歷
- 2006年中央社國內新聞中心實習記者[1]
- 2007年中央社國內新聞中心記者
- 2009年中央社資訊事業中心助理編輯[2]、中央社資訊事業中心網際網路組影音編輯[3]
- 2010年至2013年5月中央社影音頻道《全球視野》主播、中央社影音中心記者[4]

## 著作

### 書籍
- 呂立; 陳柏樺（採訪撰述）. . 台北市: 親子天下.  [2022]. ISBN 9786263051980.

### 論文
- 陳柏樺.  (学位论文). 臺灣大學新聞研究所學位論文. 2009. （原始内容存档于2022-04-21）.

## 獲獎
- 今周刊賴若函、陳柏樺、陳虹宇共同撰文「體育界的轉型正義 還要等多久？」，獲得第44屆曾虛白先生新聞獎公共服務報導獎[5]，入選2018年第十七屆卓越新聞獎深度報導獎[6]
- 今周刊賴若函、陳柏樺、陳虹宇共同撰文「體育界的轉型正義 還要等多久？」[7]，獲得亞洲出版業協會（SOPA）2018年卓越新聞獎之卓越突發新聞獎。[8]
- 中央通訊社何宏儒、屈享平、洪凰鈞、陳柏樺、蔡明珊、范易沛共同撰文「達米妮之死」[9][10][11][12]，獲得2013年第十二屆卓越新聞獎之國際新聞報導獎。[13]
- 第一屆中央社影音主播徵選 最佳主播獎之社長最佳潛力獎[14][15]